# Jersey Girls
Ne doit pas être confondu avec Jersey Girl.

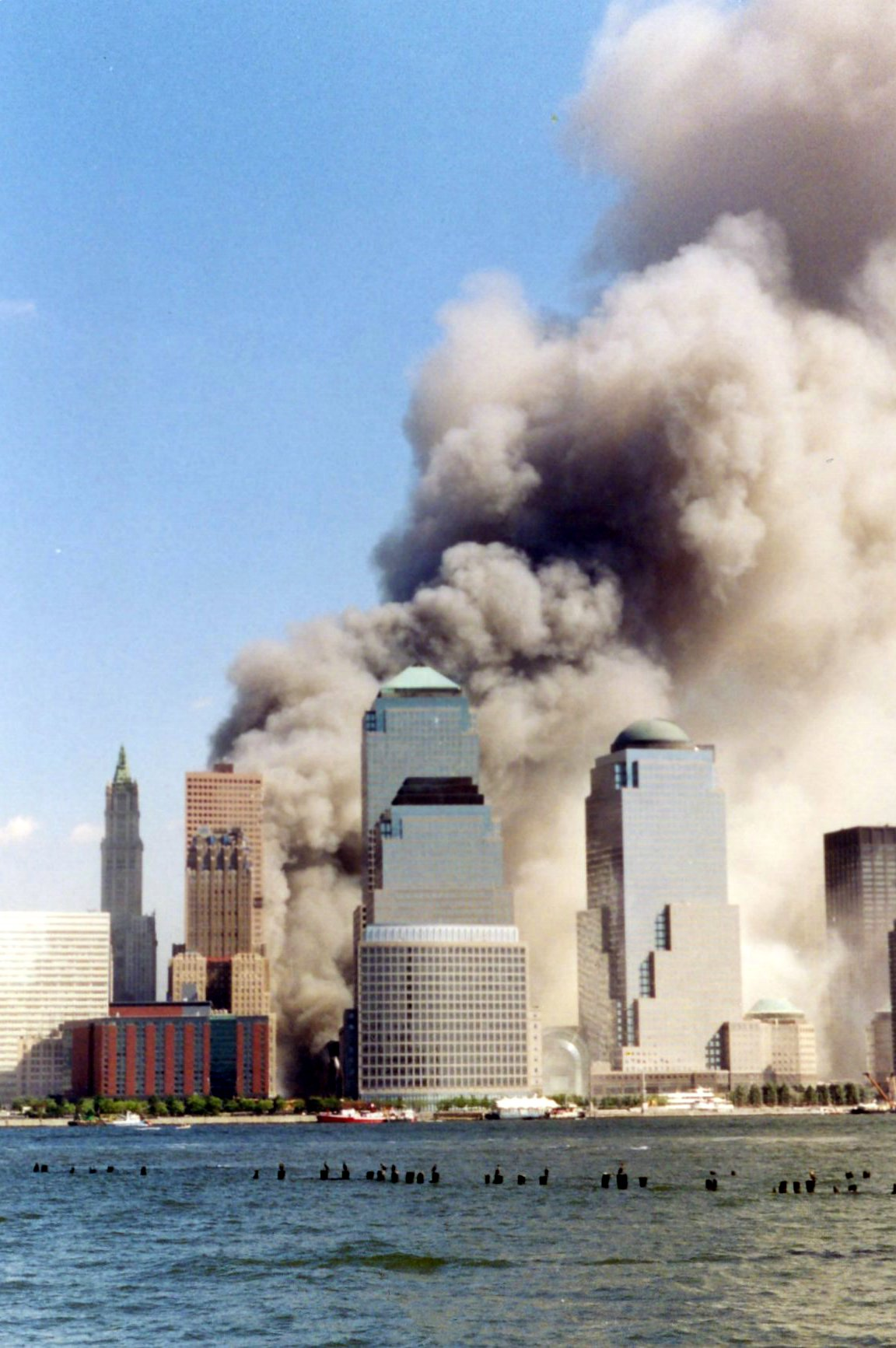
Photo du World Trade Center le 11 septembre 2001 peu après l'effondrement de la première tour

Les Jersey Girls ou Jersey Widows font référence à quatre Américaines — Kristen Breitweiser, Patty Casazza, Lorie Van Auken et Mindy Kleinberg — qui ont perdu leur mari lors des attentats du 11 septembre 2001. Tous les quatre étaient des résidentes du New Jersey et ont participé activement à la campagne destinée à faire pression sur le gouvernement américain pour qu'il mène une enquête sur les attentats terroristes, aboutissant à la formation de la Commission nationale sur les attaques terroristes contre les États-Unis et à la publication ultérieure du rapport établi par ladite Commission.

## Création de la Commission du 11 septembre
Les survivants et les membres des familles des victimes ont été les plus impliqués dans l'appel à la création d'une commission indépendante chargée d'enquêter sur les attentats du 11 septembre. Les dirigeants de plusieurs groupes familiaux de victimes du 11 septembre ont commencé à travailler ensemble pour faire pression sur les dirigeants politiques. Les Jersey Girls faisaient partie du Comité directeur des familles du 11 septembre, dont les membres ont joué un rôle déterminant dans la création de la Commission du 11 septembre et en faisant pression sur la commission pour qu'elle supervise une enquête approfondie et crédible. Selon Matthew Purdy du « New York Times »: « La commission est née en grande partie de la pression exercée par les familles des victimes, y compris quatre veuves du New Jersey que l'on a appelé les Jersey Girls. Ce n'est pas par hasard que la Maison Blanche a choisi l'homme politique le plus populaire du New Jersey — Thomas Kean — pour présider la Commission après la démission d'Henry Kissinger. »
Selon des propos de Lorie Van Auken rapportés par le journaliste Peter Lance, « les Jersey Girls pourraient s'attribuer une partie du mérite de son départ précipité », faisant référence à la démission d'Henry Kissinger. Lorie Van Auken déclara à Peter Lance :
« Nous avons été choqués. Kissinger avait d'énormes conflits d'intérêts — des relations importantes avec les Saoudiens (...) La veille de sa démission, nous avons eu une réunion avec lui dans son bureau à Manhattan. Kristen [Breitweiser] avait fait des recherches impeccables. Elle avait recherché toutes ses entreprises. Alors je lui ai demandé: « M. Kissinger, avez-vous des clients saoudiens ? » Il marmonna quelque chose. Et puis il a demandé si quelqu'un lui servirait du café. Alors j'ai dit: « Avez-vous des clients du nom de Ben Laden ? » Il est presque tombé du canapé » 
Quelques mois avant que la Commission ne publie son rapport, Thomas Kean a déclaré que les Jersey Girls « m'appellent tout le temps. Elles nous surveillent, elles suivent nos progrès, elles nous ont fourni certaines des meilleures questions que nous ayons posées. Je doute beaucoup si nous existerions sans elles. »

## Nomination de Philip D. Zelikow
La nomination éventuelle de Philip D. Zelikow (en) au poste de directeur exécutif de la Commission du 11 septembre a également troublé les Jersey Girls qui ont réclamé sa démission. Elles ont mis en lumière des liens personnels étroits avec la famille Bush et avec le conseiller à la sécurité nationale comme potentiels conflits d'intérêts. Mindy Kleinberg a déclaré : « En tant que directeur exécutif, il a à peu près le poste le plus important de la commission. Il embauche le personnel, il définit l'orientation et la concentration, il choisit les témoins lors des audiences. »
Joe Conason (en) a écrit que les veuves « craignent que même avec les meilleures intentions du monde, les liens de Zelikow avec la Maison Blanche de Bush entachent la validité du rapport final de la commission. » Leur demande de démission ou de licenciement a été rejetée par les coprésidents de la commission, l'ancien gouverneur du New Jersey Thomas Kean et l'ancien représentant de l'Indiana Lee Hamilton. « Nous ne sommes respectueusement pas d'accord avec eux », a répondu Al Felzenberg, le porte-parole de la commission chargé des relations avec la presse, qui a déclaré que Zelikow avait été choisi en raison de sa connaissance des questions de sécurité nationale. Il s'est empressé de féliciter les veuves pour avoir fait « une chose très positive », ajoutant que bien qu'il comprenne leurs préoccupations, il s'attendait à ce qu'« elles ne soient pas satisfaites de tout ce que nous faisons  »

## Critique de la Commission
Voir l'article : Critique de la Commission du 11 septembre (en)
Faisant partie du Comité directeur des familles du 11 septembre (en) qu'elles ont aidé à former, les Jersey Girls ont surveillé et souvent critiqué la  Commission nationale sur les attaques terroristes contre les États-Unis après avoir fait pression avec succès pour sa création. Les Jersey Girls ont fait pression sur le gouvernement américain pendant des mois pour que la conseillère à la sécurité nationale Condoleezza Rice témoigne devant la Commission; lorsqu'elle a refusé de témoigner sous serment en mars 2004, elles sont sorties en signe de protestation silencieuse. La Maison Blanche, dans une « volte-face dramatique », a cédé et Condoleezza Rice a témoigné ,.
Lorsqu'il est devenu clair pour elles que la Commission avait omis de faire figurer des informations cruciales dans son rapport, les veuves ont demandé la création d'un nouveau comité indépendant. « Je suis très perturbée et je veux obtenir des réponses », a déclaré Kristen Breitweiser, « Je veux savoir quelle est la vérité. » Elle a qualifié les conclusions de 2004 de « rapport totalement creux . »

## Témoignage au Congrès
Les Jersey Widows ont témoigné le 22 juillet 2005 devant une commission du Congrès lors d'une audience présidée par la représentante de Géorgie Cynthia McKinney, membre du Parti démocrate, considérée comme l'une des figures de proue du « conspirationnisme » post-11-Septembre.

## Polémique politique
Les Jersey Girls ont été la cible d'attaques violentes à plusieurs reprises. En 2004, l'essayiste et chroniqueur libéral Frank Rich a écrit dans le « New York Times » :
 « Le phénomène a suffisamment alarmé la Maison Blanche pour qu'au début du mois, ses alliés dans les médias aient tenté de discréditer les familles des victimes du 11 septembre, en particulier les soi-disant « Jersey Girls », les quatre veuves télégéniques de banlieue qui ont forcé l'administration à forcer leur blocage de la commission du 11 septembre à presque chaque moment. Rush Limbaugh a qualifié Kristen Breitweiser d'agent démocrate. Bill O'Reilly a sonné l'alarme en disant que « certaines familles du 11 septembre se sont alignées sur l'extrême gauche. » Mais cette tentative de contrôle des dégâts n'a abouti à rien. » 
Dans son livre « Godless: The Church of Liberalism » (2006), la commentatrice conservatrice Ann Coulter a provoqué une tempête avec ses remarques sur les Jersey Girls. Coulter a écrit:
 « Elles se sont d'abord regroupées pour se plaindre du fait que le règlement moyen de 1,6 million de dollars d'indemnités à verser aux familles des victimes du 11 septembre par le gouvernement n'était pas assez élevé (...) Dans leur statut de célébrité (...) ces femmes obsédées par elles-mêmes semblaient véritablement ignorer que le 11 septembre était une attaque contre notre nation et agissaient comme si les attaques terroristes ne les concernaient qu'elles. (...) Je n'ai jamais vu des femmes chercher autant à tirer profit de la mort de leurs maris. (...) Ces supportrices du Parti démocrate ont approuvé la candidature de John Kerry pour le poste de président (...) Comment pouvons-nous savoir que leurs maris n'avaient pas prévu de divorcer de ces harpies ? Maintenant que leur durée de vie diminue, elles feraient mieux de se dépêcher et d'apparaître dans « Playboy »  » 
Ces déclarations ont attiré l'attention nationale après une interview sur « The Today Show » et ont été largement critiquées,.
Les Jersey Girls elles-mêmes ont également répondu de manière critique aux remarques de Coulter. Kristen Breitweiser a déclaré: « Je voudrais qu'elle rencontre ma fille et lui dise comment quelqu'un pourrait profiter de la mort de son père (...) Elle me semble être une personne très perturbée. » Lorie Van Auken a déclaré pour sa part qu'elle « était abasourdie par le vitriol », faisant remarquer que « le fait que mon mari brûle vif dans un immeuble ne m'a pas apporté de joie. Regarder l'événement se dérouler à la télévision nationale et le voir se répéter sans fin était au-delà de ce que je pourrais décrire. Dire à mes enfants qu'ils ne reverraient jamais leur père n'était pas amusant. Et nous avions aucun projet de divorce. »
Néanmoins, Ann Coulter a réitéré ses critique à propos des Jersey Girls :
 « Je suis désolée pour toutes les veuves du 11 septembre (...) [mais] je ne crois pas que cela sanctifie leur message politique. (...) Elles ont attaqué Bush, elles ont attaqué Condoleezza Rice, elles coupent les publicités de campagne pour Kerry. Mais nous ne pouvons pas répondre parce que leurs maris sont morts (...) Je pense que c'est l'une des choses les plus horribles que la gauche ait faites (...) cette idée qu'il faut une sorte d'authenticité personnelle pour faire valoir un point de vue politique (...) . » 
Le New York Daily News a rapporté que les Jersey Girls « ont essayé de rester au-dessus de la mêlée des insultes » en soulignant que :
 « La nation ne devrait pas se concentrer sur les paroles de Coulter mais sur des problèmes de sécurité tels que des frontières poreuses, des financements inutiles de la sécurité intérieure et des agences de renseignement qui ne travaillent pas ensemble. « Notre seule motivation était de rendre notre nation plus sûre », ont-elles déclaré dans un communiqué. « Nous avons été calomniées. Contrairement aux déclarations de Mme Coulter, il n'y avait aucune joie à voir des hommes que nous aimions brûler vifs. Il n'y avait aucun bonheur à dire à nos enfants que leurs pères ne reviendraient plus jamais à la maison. Nous avons adoré ces hommes et ils nous manquent tous les jours  »
Et la sénatrice Hillary Clinton a trouvé « inimaginable que quiconque aux yeux du public puisse lancer une attaque vicieuse et mesquine contre des personnes que je connais depuis quatre ans et demi profondément préoccupées par la sécurité et sécurité de notre pays . »
Après la publication par la Commission du 11 septembre de son rapport, les Jersey Girls ont fait pression sur l'administration pour qu'elle suive ses recommandations. Elles ont spécifiquement félicité la Commission de ne pas avoir politisé les reproches dans le rapport. « Le « USS Cole » a été bombardé sous la présidence de Clinton, et le 11 septembre s'est produit sous celle de George W. Bush », a déclaré Rosemary Dillard. « Je ne blâme ni l'administration, ni les personnes qui leur faisaient rapport. »
À l'approche des élections de 2004, les veuves ont critiqué George W. Bush pour son incapacité à mettre en œuvre les recommandations de la commission; beaucoup ont interprété cela comme un soutien à la campagne de l'opposant de Bush, John Kerry. Le New York Times a rapporté: « Dans une déclaration clairement destinée à influencer les électeurs lors des élections de la semaine prochaine, le groupe n'a pas explicitement approuvé le sénateur John Kerry, le candidat démocrate à la présidentielle, mais a déclaré que M. Bush avait « encouragé les membres de son propre parti à faire dérailler le processus législatif . » Il y avait d'autres familles de victimes du 11 septembre qui ont soutenu la campagne Bush. Par exemple, Debra Burlingame, dont le frère se trouvait à bord de l'avion qui s'est écrasé sur le Pentagone, a répondu aux veuves : « Les Jersey Girls ont critiqué le président Bush parce qu'il ne rassemblait pas les Arabes dans les salons de l'aéroport avant le 11 septembre. Ce sont les mêmes personnes qui dénoncent maintenant l'utilisation du Patriot Act . »

## Apparitions dans les médias
Les Jersey Widows ont été interviewées dans l'émission télévisée Now on PBS (en) sur le réseau Public Broadcasting Service  et dans le film documentaire « 9/11: Press for Truth », réalisé par le cinéaste américain Ray Nowosielski avec le point de vue de partisans des théories du complot à propos des attentats du 11 septembre 2001.

## Récompenses et distinctions
Kristen Breitweiser a remporté le « prix Ron Ridenhour pour encourager l'esprit de courage et de vérité », en 2005, pour son travail avec les Jersey Girls